# Ишиль (муниципалитет)
Иши́ль (исп. Ixil) — муниципалитет в Мексике, штат Юкатан, с административным центром в одноимённом городе. Численность населения, по данным переписи 2010 года, составила 3803 человека.

## Общие сведения
Название Ixil с майяйского языка можно перевести как завиваться, съёживаться.
Площадь муниципалитета равна 137 км², что составляет 0,34 % от общей площади штата, а наивысшая точка — 7 метров над уровнем моря, расположена в поселении Сан-Исидро-2.
Он граничит с другими муниципалитетами Юкатана: на востоке с Цемулем и Мотулем, на юге с Мокочей и Чикшулуб-Пуэбло, на западе с Прогресо, а на севере омывается водами Мексиканского залива.

## Учреждение и состав
Муниципалитет был образован в 1918 году, в его состав входит 9 населённых пунктов, самым крупным из которых является административный центр:
| Код INEGI                  | Населённый пункт                                                           | Численность населения (2005 год) | Численность населения (2010 год) |
| -------------------------- | -------------------------------------------------------------------------- | -------------------------------- | -------------------------------- |
| 039                        | Всего                                                                      | 3598                             | 3803                             |
| 0001                       | Ишиль (исп. Ixil) 21°09′08″ с. ш. 89°28′56″ з. д. (административный центр) | 3538                             | 3728                             |
| 0023                       | Эль-Фаро (исп. El Faro) 21°19′07″ с. ш. 89°28′14″ з. д.                    | 24                               | 39                               |
| —                          | Прочие                                                                     | 36                               | 36                               |
| Названия на карте Генштаба |                                                                            |                                  |                                  |

## Экономика
По статистическим данным 2000 года, работоспособное население занято по секторам экономики в следующих пропорциях:
- производство и строительство — 41,7 %;
- торговля, сферы услуг и туризма — 31,3 %;
- сельское хозяйство, скотоводство и рыболовство — 25,8 %;
- безработные — 1,2 %.

## Инфраструктура
По статистическим данным 2010 года, инфраструктура развита следующим образом:
- протяжённость дорог: 51,8 км;
- электрификация: 98,7 %;
- водоснабжение: 95 %;
- водоотведение: 69,1 %.

## Достопримечательности
В муниципалитете можно посетить храм Апостола Варнавы, построенный в XVII веке, а также бывшее поселение Лас-Тринчерас, расположенное на побережье Мексиканского залива, служившее укреплением в колониальную эпоху.

## Фотографии

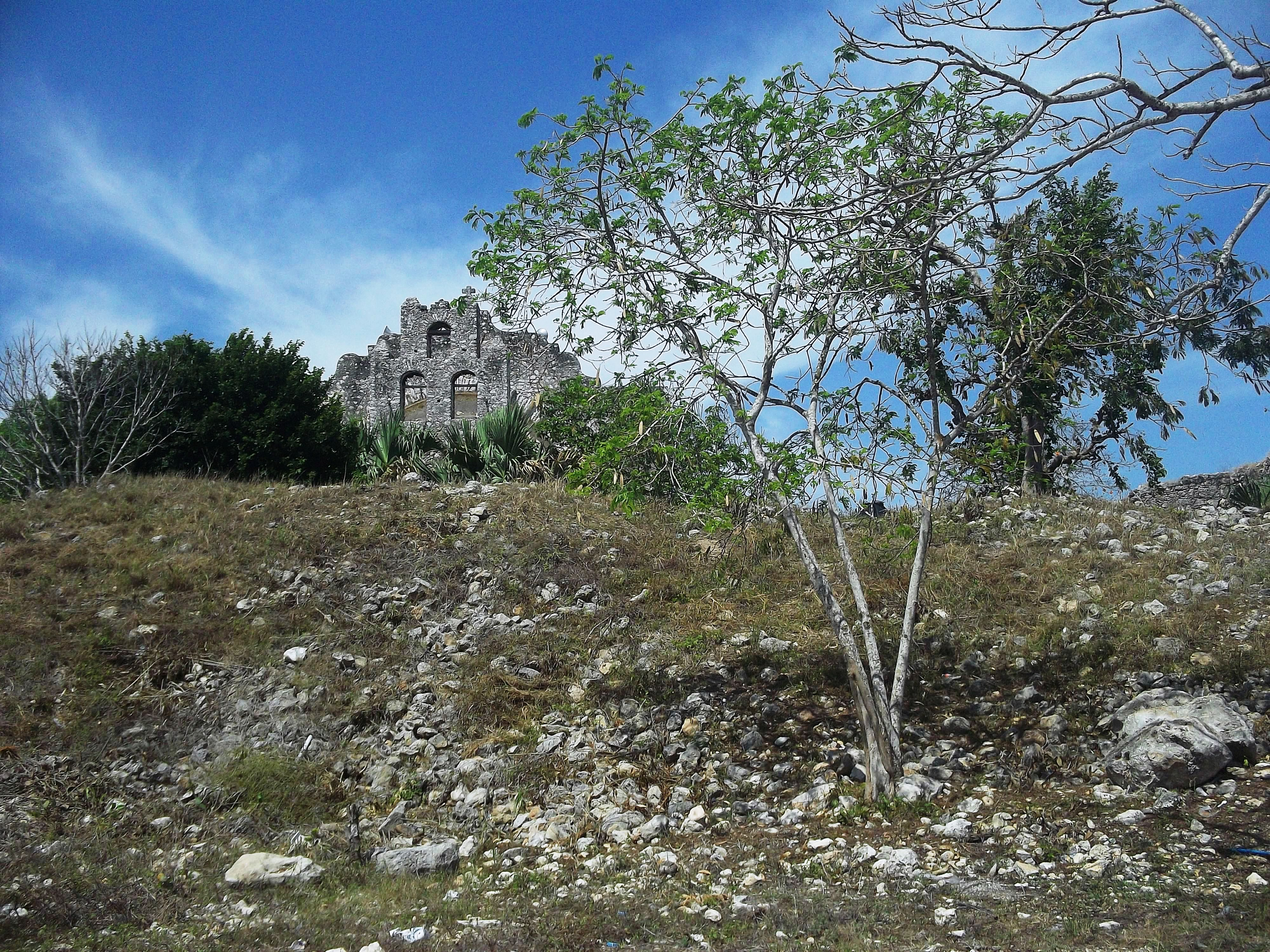
Заброшенная церковь
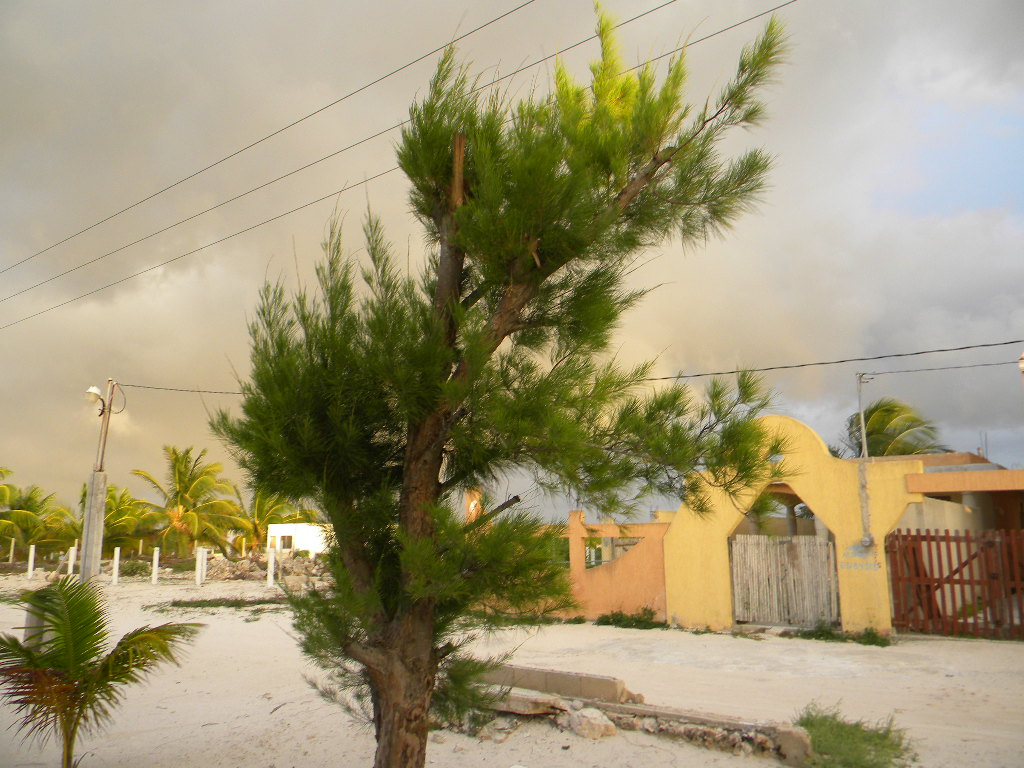
На побережье Мексиканского залива